# Igor Avelino
Igor Pugliesi Avelino (Goiânia, 9 de março de 1971) é um agropecuarista, empresário e político brasileiro que foi deputado federal pelo Tocantins.

## Biografia
Filho de Moisés Nogueira Avelino e Virginia Constância Pugliesi Avelino. Seu pai nasceu no Piauí e fez política no Tocantins como prefeito de Paraíso do Tocantins, deputado federal e governador do estado. Assessor parlamentar da Câmara dos Deputados, no ramo empresarial dirigiu uma empresa agropecuária e uma concessionária de veículos pertencentes à família antes de ingressar no PMDB e durante a passagem do pai pelo Palácio Araguaia foi seu secretário particular e chefe de gabinete. Eleito deputado federal em 1998 foi presidente do diretório estadual do PMDB entre 2001 e 2003.